# Клавдии
Кла́вдии  (лат. Claudii, gens Claudia) — римский род сабинского происхождения (образованный до создания Древнего Рима), один из древних патрицианских Римских родов, образовавший, вместе с 5000 клиентами, отдельную трибу, с Аппием Клавдием во главе (см. ниже). Род этот, из которого выделилась плебейская ветвь (известными её представителями являются Марцеллы), с самого начала отличался аристократическим высокомерием и особенным упорством в защите своих прав во время борьбы с плебеями. По примеру Публия Клодия, в последние годы республики некоторые члены этого рода стали именоваться Клодиями. Другая ветвь рода получила прозвище Неронов: глава их, консул Гай Клавдий Нерон, достиг известности во время второй пунической войны, вместе с Ливием Салинатором победив карфагенян на берегу Метавра, в 207 г. К этой же фамилии принадлежал Тиберий Клавдий Нерон, уступивший Октавиану Августу жену свою Ливию, благодаря чему сыновья его, Тиберий Клавдий Нерон и Друз Клавдий Нерон, перешли в царствующий дом Юлиев, а его имя получил четвёртый император из рода Юлиев — Клавдий.

## Клавдии Крассы и Инрегиллены Сабины
- Аппий Клавдий Сабин Инрегиллен (консул 495 года до н. э.) — основатель рода, переселившийся в Рим из земель сабинов;
- Аппий Клавдий Красс Инрегиллен Сабин — консул 471 года до н. э.;
- Гай Клавдий Сабин Инрегиллен — консул 460 года до н. э.;
- Аппий Клавдий Красс Региллен Сабин (децемвир) — децемвир;
- Аппий Клавдий Красс Инрегиллен (военный трибун 424 года до н. э.);
- Аппий Клавдий Красс Инрегиллен (военный трибун 403 года до н. э.);
- Аппий Клавдий Красс Инрегиллен (консул);
- Гай Клавдий Красс Инрегиллен — диктатор в 337 году до н. э.;
- Аппий Клавдий Красс Цек — цензор 312 года до н. э., организатор строительства первого римского водопровода и via Арріа, консул 307 и 296 годов до н. э.;
- Аппий Клавдий Кавдекс — консул 264 года до н. э.

## Клавдии Пульхры
- Публий Клавдий Красс Пульхр — консул 249 года до н. э., потерпевший поражение от карфагенян на море;
- Аппий Клавдий Пульхр (консул 212 года до н. э.);
- Клавдия Квинта;
- Аппий Клавдий Пульхр (консул 185 года до н. э.);
- Публий Клавдий Пульхр (консул 184 года до н. э.);
- Аппий Клавдий Пульхр (консул 143 года до н. э.);
- Аппий Клавдий Пульхр (консул-суффект 130 года до н. э.);
- Аппий Клавдий Пульхр (консул 79 года до н. э.);
- Публий Клодий Пульхр — народный трибун 58 года до н. э.;
- Клодия Пульхра Терция — римская матрона, скандально известная своими любовными похождениями, возможно, воспевалась поэтом Катуллом как Лесбия;
- Аппий Клавдий Пульхр (консул 54 года до н. э.);
- Аппий Клавдий Пульхр (консул 38 года до н. э.);
- Публий Клавдий Пульхр (претор) — претор 31 года до н. э.
- Аппий Клавдий Пульхр (монетарий) — монетарий в 8 году до н. э.
- Публий Клавдий Пульхр (консул-суффект) — консул-суффект в I или II веке н. э.

## Клавдии Центоны
- Гай Клавдий Красс Центон — консул 240 года до н. э.;
- Гай Клавдий Центон — служил в 200 до н. э. на Балканах;
- Аппий Клавдий Центон — претор 175 года, получивший овацию за победу над кельтиберами в Испании

## Клавдии Нероны
- Тиберий Клавдий Нерон — четвёртый сын Аппия Клавдия Цека, основатель рода Неронов;
- Гай Клавдий Нерон (ум. после 201 до н. э.), консул 207 года до н. э., цензор 204 года до н. э.;
- Тиберий Клавдий Нерон (ум. после 172 до н. э.), консул 202 года до н. э.;
- Аппий Клавдий Нерон — претор 195 года до н. э.;
- Гай Клавдий Нерон — претор 181 года до н. э.;
- Тиберий Клавдий Нерон — претор в 178 и 167 гг. до н. э.;
- Гай Клавдий, сын Публия, Нерон (ум. после 79 до н. э.), проконсул Азии в 80—79 годах до н. э.;
- Тиберий Клавдий Нерон (ум. после 63 до н. э.), монетарий, по одной из версий, в 79 году до н. э., в качестве легата-пропретора служивший под началом Гнея Помпея в 67—65 гг. до н. э.;
- Тиберий Клавдий Нерон Старший (ум. 33 до н. э.), родной отец второго римского императора;
- Тиберий (урожд. Тиберий Клавдий Нерон; 42 до н. э. — 37), сын предыдущего. По смерти отца был усыновлён императором Августом, а после его смерти (в 14 году) стал императором под именем «Тиберий Юлий Цезарь Август»;
- Друз Клавдий Нерон (38—9 до н. э.), младший брат предыдущего. Его сыновья уже относились к роду Юлиев;
- Тиберий (?) Клавдий Нерон — сын будущего римского императора Тиберия и дочери Августа Юлии Старшей. Умер во младенчестве.

## Клавдии Марцеллы
- Марк Клавдий Марцелл — консул 331 и диктатор 327 гг. до н. э.;
- Марк Клавдий Марцелл — консул 287 до н. э.;
- Марк Клавдий Марцелл — отец самого известного из Марцеллов;
- Марк Клавдий Марцелл — пятикратный консул, знаменитый полководец;
- Марк Клавдий Марцелл — консул Римской республики в 196 году до н. э.;
- Марк Клавдий Марцелл — курульный эдил 216 до н. э.;
- Марк Клавдий Марцелл — консул в 183 г. до н. э.;
- Марк Клавдий Марцелл — городской претор 188 года до н. э.;
- Марк Клавдий Марцелл — консул в 166 до н. э.;
- Марк Клавдий Марцелл — претор 137 года до н. э.;
- Марк Клавдий Марцелл — участник Союзнической войны 91—88 годов до н. э.;
- Марк Клавдий Марцелл Эзернин — контубернал 90 г. до н. э. Первый носитель когномена Эзернин;
- Гай Клавдий Марцелл — претор в 80 до н. э.;
- Гай Клавдий Марцелл — участник заговора Катилины;
- Марк Клавдий Марцелл — консул 51 года до н. э.;
- Гай Клавдий Марцелл — консул в 50 до н. э.;
- Гай Клавдий Марцелл — консул 49 г. до н. э.;
- Марк Клавдий Марцелл — возможный преемник своего дяди Августа;
- Марк Клавдий Марцелл Эзернин — ординарный консул Римской империи в 22 году до н. э.;
- Марк Клавдий Марцелл Эзернин — квиндецемвир священнодействий около 23 до н. э.;
- Марк Клавдий Марцелл Эзернин — претор по делам иноземцев в 19 году.

## Другие представители рода
- Гай Клавдий Гортатор — диктатор 337 до н. э.;
- Гай Клавдий Канина — консул Рима в 285 году до н. э.;
- Аппий Клавдий Русс — консул 268 до н. э. Второй сын Клавдия «Слепца»;
- Марк Клавдий Глиция — диктатор Римской республики в 249 году до н. э.;
- Марк Клавдий Клинеат (ум. 236 до н. э[1].), служил легатом у консула 236 до н. э. Гая Лициния Вара[2][3]. Около 236 года он с небольшими силами, вопреки всяким ожиданиям, смог принудить корсов к выгодному для Республики миру[4][5][6]. По одной из версий[1], тождественен предыдущему;
- Квинт Клавдий Фламин — претор 208 года до н. э.;
- Тиберий Клавдий Центумал (II—I вв. до н. э[7][8].), ему был предъявлен неким Публием Кальпурнием Ланарием иск за мошенничество[9][10][11][7][8];
- Квинт Клавдий Квадригарий — древнеримский анналист, жил в конце II — начале I веков до н. э.;
- Секст Клавдий — ритор и учёный с Сицилии;
- Гай Клавдий Север — консул-суффект в 112 году;
- Гай Клавдий Север — сын предыдущего;
- Гней Клавдий Север Арабиан — консул Римской империи в 146 г.;
- Клавдий Птолемей — древнегреческий и древнеримский учёный и астроном из Александрии, жил во II веке;
- Клавдий Гален — современник предыдущего, родом из Эфеса. Врач римских императоров и знати. Не являясь римлянином, получил имя в знак уважения к своим знаниям;
- Луций Вибуллий Гиппарх Тиберий Клавдий Аттик Герод — др.-греч. и др.-римский оратор II века, житель Афин, богач и меценат. Грек по происхождению, получил имя от двух римских родов — Вибуллиев и Клавдиев;
- Марк Клодий (Клавдий) Пупиен Максим — римский император в 238 году;
- Марк Аврелий Клавдий — император в 268—270 гг. Разгромил германские племена готов и алеманнов. Выходец из иллирийского рода;
- Марк Клавдий Тацит — император в 275—276 гг.